# Haemulon aurolineatum
Haemulon aurolineatum es una especie de peces de la familia Haemulidae en el orden de los Perciformes.

## Morfología
• Los machos pueden llegar alcanzar los 25 cm de longitud total.

## Distribución geográfica
Se encuentra desde Massachusetts (Estados Unidos) y Bermuda hasta el Brasil, incluyendo el Golfo de México.